# Jimmy Armfield
James Christopher "Jimmy" Armfield CBE (født 21. september 1935 i Denton, England, død 22. januar 2018) var en engelsk fodboldspiller, der som højre back på det engelske landshold var med til at vinde guld ved VM i 1966. På klubplan tilbragte han hele sin 17 år lange aktive karriere hos Blackpool F.C.
Efter sit karrierestop var Armfield i en årrække manager. Først i Bolton Wanderers og siden i Leeds United.